# Алнгей
Алнгей — потухший вулкан в центральной части Срединного хребта на полуострове Камчатка, Россия. Относится к типу голоценовых стратовулканов.
Вулкан расположен на западном склоне Срединного хребта в истоках рек Теклеваям и Халгинчеваям. К западу от него расположен древний плейстоценовый щитовой вулкан Теклетенуп. Форма вулкана представляет собой пологий конус, вытянутый в северо-восточном направлении, с высотой западных склонов в 1000 метров, восточных — в 600 метров.
Вулкан сложен плотными тёмно-серыми лавами. В вершинной части имеются остатки кратерной воронки. Деятельность вулкана относится к верхнечетвертичному периоду, возможно, вершинная часть вулкана Алнгей сформировалась в начале голоценового времени.

## См.также
Список вулканов России